# Belleville (Senna)
Belleville era un antico comune francese del dipartimento della Senna.

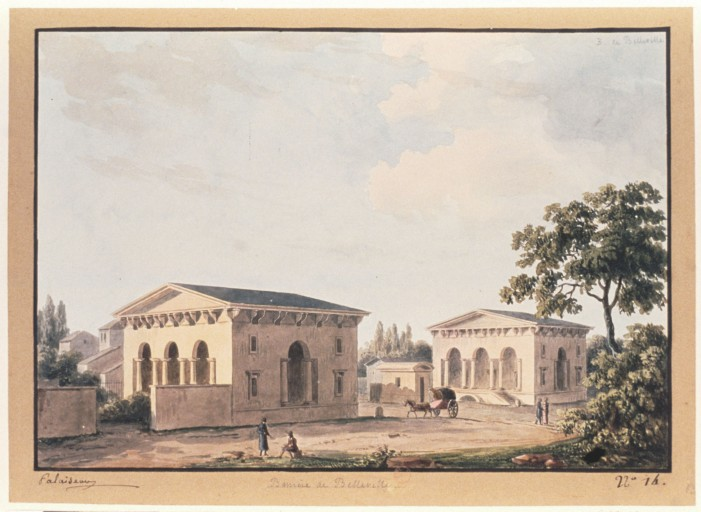
Antica veduta di Belleville

Fu uno dei quattro comuni annessi alla città di Parigi con la legge del 16 giugno 1859 (gli altri tre comuni erano: Grenelle, Vaugirard e La Villette).